# 7545 Smaklosa
Smaklosa (asteróide 7545) é um asteróide da cintura principal, a 1,7376483 UA. Possui uma excentricidade de 0,231953 e um período orbital de 1 242,96 dias (3,4 anos).
Smaklosa tem uma velocidade orbital média de 19,80184727 km/s e uma inclinação de 6,51682º.
Este asteróide foi descoberto em 28 de Julho de 1978 por Claes Lagerkvist.